# Aplit

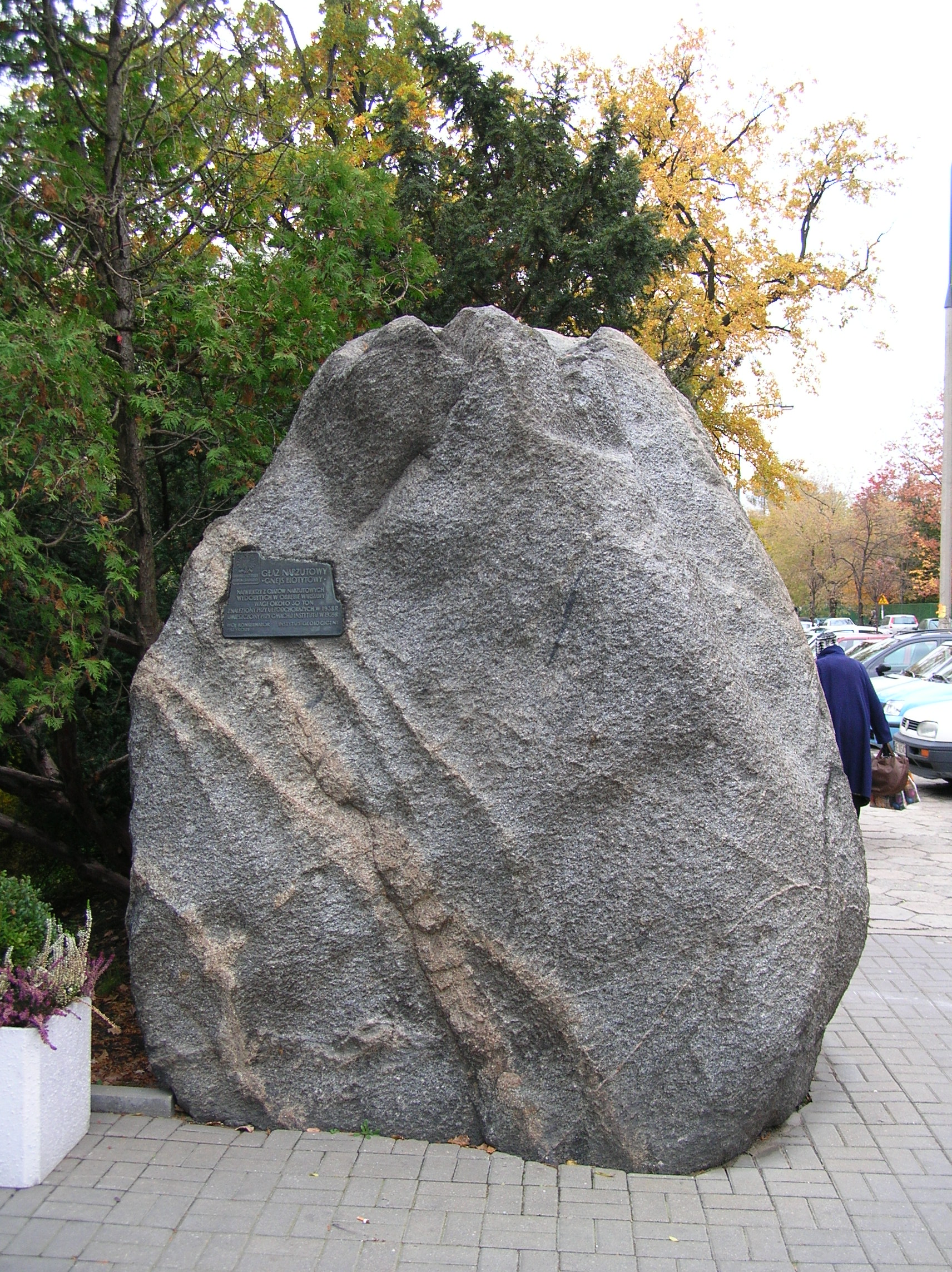
Đá vụn phiêu dạt sông băng với đá thể tường aplit.

Trong thạch học, Aplit là tên gọi dùng để chỉ loại đá hỏa thành xâm nhập có thành phần chủ yếu là thạch anh và feldspar. Aplit thường có màu trắng, xám hoặc hồng với kích thước hạt rất mịn, và thành phần của chúng chỉ có thể quan sát được với các kính lúp. Aplit thường là các mạch xâm nhập qua các đá granit; chúng cũng xuyên cắt qua các đá syenit, diorit, diabaz-thạch anh và gabbro.